# Сессер (Іллінойс)
Сессер (англ. Sesser) — місто (англ. city) в США, в окрузі Франклін штату Іллінойс. Населення — 1888 осіб (2020).

## Географія
Сессер розташований за координатами 38°5′25″ пн. ш. 89°3′3″ зх. д. / 38.09028° пн. ш. 89.05083° зх. д. (38.090336, -89.050813).  За даними Бюро перепису населення США в 2010 році місто мало площу 2,63 км², з яких 2,63 км² — суходіл та 0,00 км² — водойми.

## Демографія
Згідно з переписом 2010 року, у місті мешкала 1931 особа в 817 домогосподарствах у складі 546 родин. Густота населення становила 734 особи/км².  Було 929 помешкань (353/км²).
Расовий склад населення:
| - 96,6 % — білих - 0,4 % — азіатів - 0,3 % — корінних американців - 0,2 % — чорних або афроамериканців - 0,1 % — вихідців з тихоокеанських островів |

До двох чи більше рас належало 2,1 %. Частка іспаномовних становила 1,4 % від усіх жителів.
За віковим діапазоном населення розподілялося таким чином: 23,9 % — особи молодші 18 років, 57,5 % — особи у віці 18—64 років, 18,6 % — особи у віці 65 років та старші. Медіана віку мешканця становила 40,0 року. На 100 осіб жіночої статі у місті припадало 94,9 чоловіків;  на 100 жінок у віці від 18 років та старших — 91,7 чоловіків також старших 18 років.
Середній дохід на одне домашнє господарство  становив 49 655 доларів США (медіана — 39 516), а середній дохід на одну сім'ю — 57 990 доларів (медіана — 53 889). Медіана доходів становила 37 865 доларів для чоловіків та 34 167 доларів для жінок. За межею бідності перебувало 17,7 % осіб, у тому числі 26,3 % дітей у віці до 18 років та 4,0 % осіб у віці 65 років та старших.
Цивільне працевлаштоване населення становило 797 осіб. Основні галузі зайнятості: виробництво — 23,6 %, освіта, охорона здоров'я та соціальна допомога — 23,0 %, роздрібна торгівля — 17,7 %.